# يونس العاص
يونس إبراهيم فايز العاص (أبو حسام; وُلد في 5 يناير 1947 في دير طريف) سياسي وعسكري فلسطيني يحمل رتبة لواء ركن، وأحد أعضاء حركة فتح والمجلس الوطني الفلسطيني. شغل منصب رئيس هيئة التدريب العسكري الفلسطيني بين عامي 2006 و2009، كما وشغل منصب محافظ محافظة طوباس بين عامي 2018 و2023.

## حياته
وُلد العاص في قرية دير طريف في قضاء الرملة في عام 1947. دمرت الميليشيات الصهيونية القرية في حرب 1948 مما اضطر عائلته إلى اللجوء إلى قرية رنتيس شمال غرب محافظة رام الله والبيرة حيث أمضت هُناك عدة شهور. يحمل العاص درجة البكالوريوس في الجغرافيا من جامعة بيروت العربية، ودرجة الدبلوم العالي من جامعة الإسكندرية، كما يحمل درجة الماجستير في العلوم العسكرية.
انضم إلى منظمة التحرير الفلسطينية في عام 1970، وتنقل معها في الأردن ولبنان. سمحت لهُ إسرائيل بالعودة إلى الضفة الغربية في عام 1994 بعد اتفاقيات أوسلو. كان قائدًا لقوات الأمن الوطني الفلسطيني في منطقة رام الله والبيرة حتى عام 2005.
عُين في عام 2006، رئيسًا لهيئة التدريب العسكري الفلسطيني، واستمر في المنصب حتى 1 سبتمبر 2009 عندما أُحيل إلى التقاعد. لاحقًا تولى مهام نائب رئيس الأكاديمية الفلسطينية للعلوم الأمنية للشؤون العسكرية.
في 11 مايو 2006، عُين عضوًا في لجنة ضباط قوى الأمن الفلسطينية. وفي 17 يونيو 2007، عُين عضوًا في اللجنة المستقلة للتحقيق في تقصير القوات المسلحة الفلسطينية في أحداث الانقسام الفلسطيني. وفي 10 سبتمبر 2008، عُين عضوًا في لجنة إعادة هيكلية إدارة التوجيه السياسي والوطني وتقييم عملها.
عُين في 13 سبتمبر 2018 محافظًا لمحافظة طوباس، وفي 16 سبتمبر 2018 أدى اليمين القانونية. في 10 أغسطس 2023 أحاله الرئيس محمود عباس للتقاعد.

## أوسمة
في 17 أغسطس 2023، منحه الرئيس محمود عباس نجمة الاستحقاق من وسام دولة فلسطين، وسلمهم إياه خلال لقاءه لتكريم المحافظين المحالين للتقاعد في 20 أغسطس 2023.